# Асбюттель
Асбюттель (нем. Aasbüttel) — община в Германии, в земле Шлезвиг-Гольштейн. 
Входит в состав района Штайнбург. Подчиняется управлению Шенефельд.  Население составляет 108 человек (на 31 декабря 2010 года). Занимает площадь 4,53 км².